# Langona trifoveolata
Langona trifoveolata là một loài nhện trong họ Salticidae.
Loài này thuộc chi Langona. Langona trifoveolata được Roger de Lessert miêu tả năm 1927.